# High School Musical 3: Senior Year (album)
High School Musical 3: Senior Year is het soundtrackalbum van de film High School Musical 3: Senior Year.

## Liedjes
1. Now Or Never (High School Musical 3: Senior Year-cast)
2. Right Here, Right Now (Zac Efron & Vanessa Hudgens)
3. I Want It All (Ashley Tisdale & Lucas Grabeel)
4. Can I Have This Dance (Zac Efron & Vanessa Hudgens)
5. A Night To Remember (High School Musical 3: Senior Year-cast)
6. Just Wanna Be With You (Lucas Grabeel, Olesya Rulin, Zac Efron & Vanessa Hudgens)
7. The Boys Are Back (Zac Efron & Corbin Bleu)
8. Walk Away (Vanessa Hudgens)
9. Scream (Zac Efron)
10. Senior Year Spring Musical (High School Musical 3: Senior Year-cast)
11. We're All In This Together (Graduation Mix) (High School Musical 3: Senior Year-cast)
12. High School Musical (High School Musical 3: Senior Year-cast)
13. The Boys Are Back (US5)